# Iglesia de San Martín (Valladolid)
La iglesia de San Martín y San Benito el Viejo es un templo parroquial católico situado en el centro de la ciudad de Valladolid, en la provincia homónima de la Comunidad de Castilla y León, España. Bien de Interés Cultural (BIC), es Monumento Histórico-Artístico Nacional desde 1993.

## Historia y elementos de interés

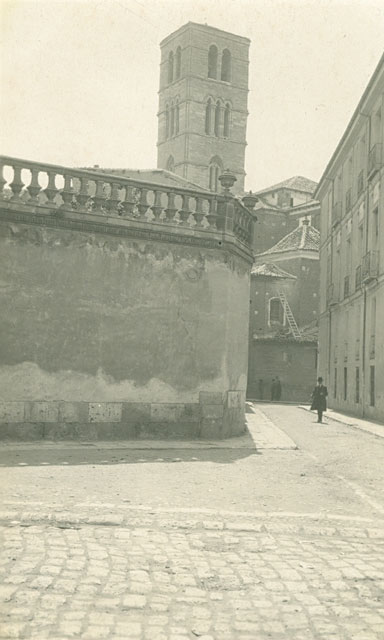
Fotografía antigua de la iglesia

La iglesia de San Martín nació como ermita en el año 1148, y debido al crecimiento de su barrio, pronto alcanzó la condición de parroquia.
Destaca por su torre campanario, gótica con arcos apuntados, que data del siglo XIII, tomando como modelo la de la iglesia de Santa María de La Antigua y actualizándola, pues el ajimez que ésta presenta en su segundo cuerpo se transforma aquí en una ventana amainelada parecida a las del claristorio de la catedral de Burgos y las molduras siguen también formas ya góticas. Su composición es así mismo algo menos delicada que su modelo. Se piensa que pudo estar en origen coronada con una flecha aguda, pero no hay pruebas fehacientes de ello. Interiormente, los cuerpos bajos alojan tres cámaras, una encima de otra, cubiertas con bóveda de cañón, de las cuales la más baja, abierta mediante un hueco con su reja al crucero del actual templo, fue capilla del Cristo y, recientemente, sacristía de la iglesia. Las otras dos se comunican por medio de una escalera de caracol que sube hasta el cuerpo con las ventanas amaineladas antes referidas. En los huecos más altos se encuentran las cinco campanas de que dispone la torre, todas fundidas a finales del siglo XIX excepto una, de 1708.
En 1812, se juntó esta parroquia con la de San Benito el Viejo, por lo cual hoy la iglesia tiene esta doble advocación.
El templo primitivo, excepto la torre descrita, fue demolido en 1588, levantándose una nueva iglesia diseñada por Diego de Praves. Dicha iglesia, consta de una sola nave, de tres tramos, con coro alto a los pies y cubierta con bóveda de cañón con lunetos y arcos fajones; se iluminaba con huecos termales, posee capillas hornacinas entre los contrafuertes y los arcos de comunicación de éstas con la nave se abren entre pilares decorados con pilastras toscanas que sujetan un entablamento interior que corre a lo largo de toda la nave y crucero. El crucero, de cortos brazos cubiertos con bóveda de cañón, se cerraba con una cúpula vaída ciega sobre pechinas. Todos los abovedamientos (hoy desaparecidos y sustituidos por cielorrasos tras un hundimiento acaecido en 1965) presentaban decoración a base de yeserías planas con diseños lineales y geométricos.

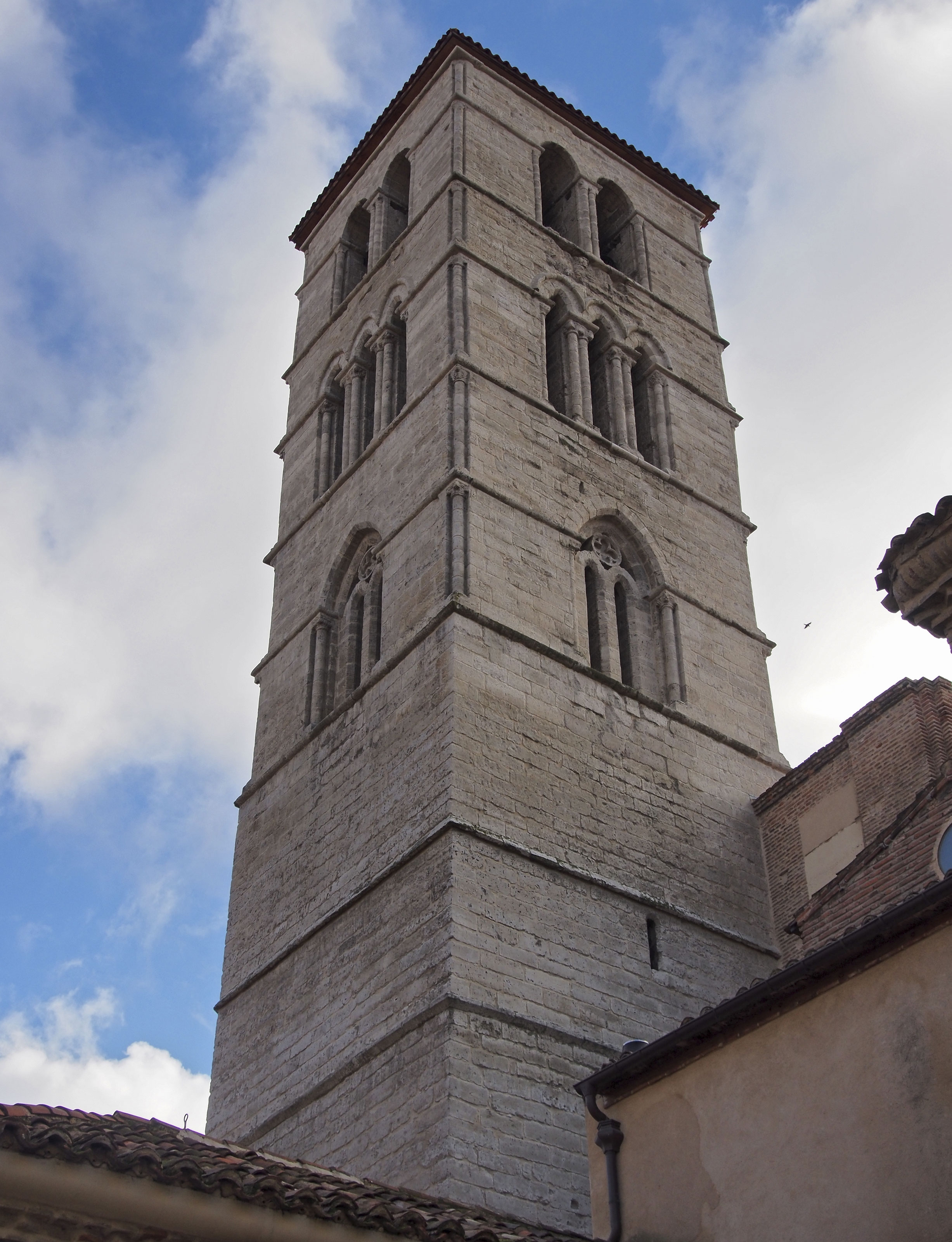
Torre

La iglesia seguía el modelo de iglesia conventual, esta vez aplicado para una iglesia parroquial. Las obras concluyeron en 1621, realizándose una inscripción, hoy desaparecida, que corría a lo largo del entablamento interior donde se decía que Francisco de Praves había terminado el edificio: 

A gloria y honra de Dios nuestro Señor y de la Virgen S. Maria Ntra. señora concebida sin pecado original del bienaventurado San Martín se derribo esta Iglesia y edifico de nuevo siendo Pontifice Gregorio y Reynando D. Phelipe 4 Nro. S. siendo obispo de esta ciudad El S. D. Enrique Pimentel y Maiordomo de la Iglesia Joseph de Frias Sandoval. fabricola Francisco de Prabes Maestro Mayor de las Hobras reales de su majestad, acabose año de 1621

 Esto es debido al parón producido en las obras entre 1601 y 1610, que hizo que Diego de Praves solamente realizara la cabecera y el crucero y su hijo Francisco, todo lo demás.
A lo largo de los tiempos, el templo ha ido sufriendo modificaciones y añadidos. Así, en 1620, se construyó la capilla del Obispo don Fresno de Galdo, utilizando como ingreso la primera capilla hornacina (desde la cabecera) del lado del Evangelio. La capilla tiene planta cuadrada y se cubre con cúpula de media naranja, todo siguiendo los patrones clasicistas de ese momento. Posee un retablo neoclásico procedente de la capilla contigua, la de don Gaspar Vallejo. La capilla de San Juan de Sahagún, mandada edificar por Gaspar Vallejo, es vecina de la anterior y usa como ingreso la segunda capilla hornacina desde la cabecera del lado del Evangelio. Es un interesante conjunto barroco, edificado entre 1694 y 1698 por los arquitectos Pablo Mínguez y Manuel Izquierdo. Posee tres tramos, cubriéndose el central por medio de una cúpula sobre pechinas decorada con las figuras de ocho apóstoles, la Inmaculada Concepción y yeserías policromadas; los dos tramos extremos se tapan con sendas bóvedas de cañón también decoradas con yeserías. Actualmente, la capilla posee un retablo clasicista del primer tercio del siglo XVII procedente del desaparecido convento de San Francisco que alberga la pieza escultórica más importante del templo, la Quinta Angustia, una Piedad en altorrelieve de Gregorio Fernández, tallada en 1625. Está considerada obra paradigmática del período central del maestro. Pese a no haber sido concebida como paso procesional, ya que está sin trabajar por la parte posterior, esta talla constituye uno de los pasos más emblemáticos de la Semana Santa vallisoletana, donde desde 1927 desfila como titular de la Cofradía de Nuestra Señora de la Piedad. La capilla se cierra con una estimable reja que cubre todo el arco, realizada entre 1698 y 1701 por Bartolomé de Elorza. En la capilla de San Juan Bautista (primera desde los pies del lado del Evangelio), que se cierra con una buena reja de principios del siglo XVIII, se encuentra la pila bautismal donde fue bautizado el poeta José Zorrilla en 1817.

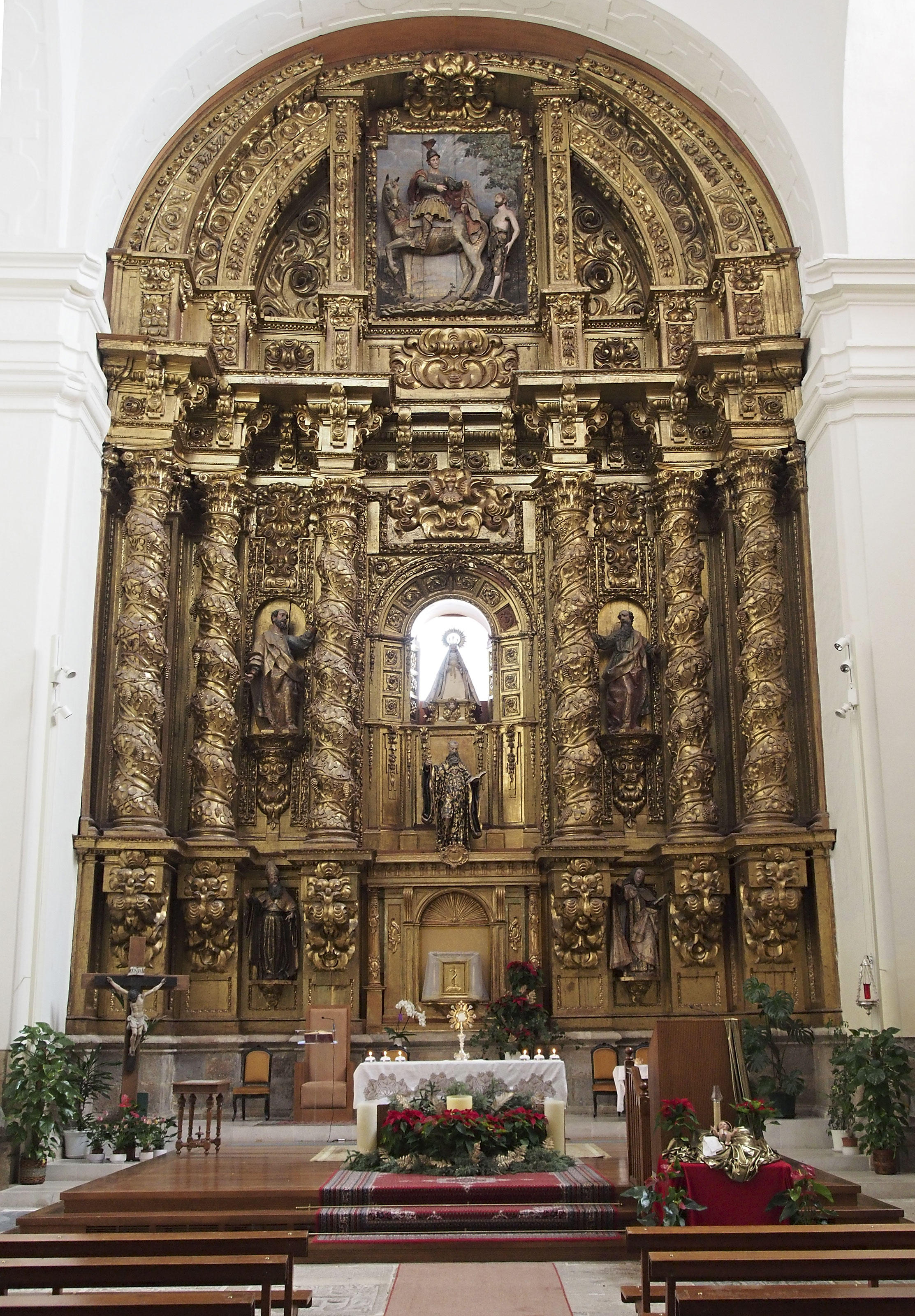
Retablo Mayor. Imágenes de San Martín en el ático y de Nta. Sra. de la Peña de Francia en el transparente

El retablo mayor fue construido entre 1672 y 1681 por Pedro de Cea y Cristóbal Ruiz de Andino, dorándose en 1683. Presenta seis grandes columnas salomónicas. En el ático se encuentra un altorrelieve que representa a San Martín dando su capa al mendigo, obra del escultor Juan Antonio de la Peña (1674). En el nicho central del retablo se encuentra una escultura de San Benito de mediados del siglo XVIII. (Hay que tener en cuenta que la cercana iglesia de San Benito el Viejo fue cerrada al culto en 1812 y que se unieron en esa fecha las parroquias de San Benito el Viejo y San Martín en el templo de esta última). En un transparente situado en el centro de este retablo se halla la imagen de Nuestra Señora de la Peña de Francia, que contó con gran devoción en el pasado.
En 1712 se construyó la sacristía, a la espalda de la capilla de D. Fresno de Galdo. Es una estancia de planta rectangular con tres tramos cubierta con bóvedas de arista con yeserías de gran relieve.
El 15 de marzo de 1965, debido al escaso mantenimiento que había tenido el edificio durante las décadas anteriores, se hundieron algunas de las bóvedas y cubiertas de la nave y crucero. En un primer momento, se barajó demoler toda la iglesia, dejando solo la torre, si bien al final se conservó el edificio, aunque rebajando la altura de la nave hasta el entablemento interior (con lo que se perdieron las ventanas de la nave) y cubriéndola con un cielorraso que sustituye las bóvedas de arista hundidas.
Entre 2004 y noviembre de 2007 el edificio fue intensamente restaurado, renovándose los cielorrasos y las cubiertas, consolidándose las fábricas y limpiando y pintando el interior. El retablo mayor fue restaurado igualmente y a sus pies se descubrieron bastantes lápidas sepulcrales de los siglos XVII y XVIII, que se han dejado visibles. Durante ese tiempo, la imagen de La Quinta Angustia estuvo alojada en el vecino Convento de las Descalzas Reales.

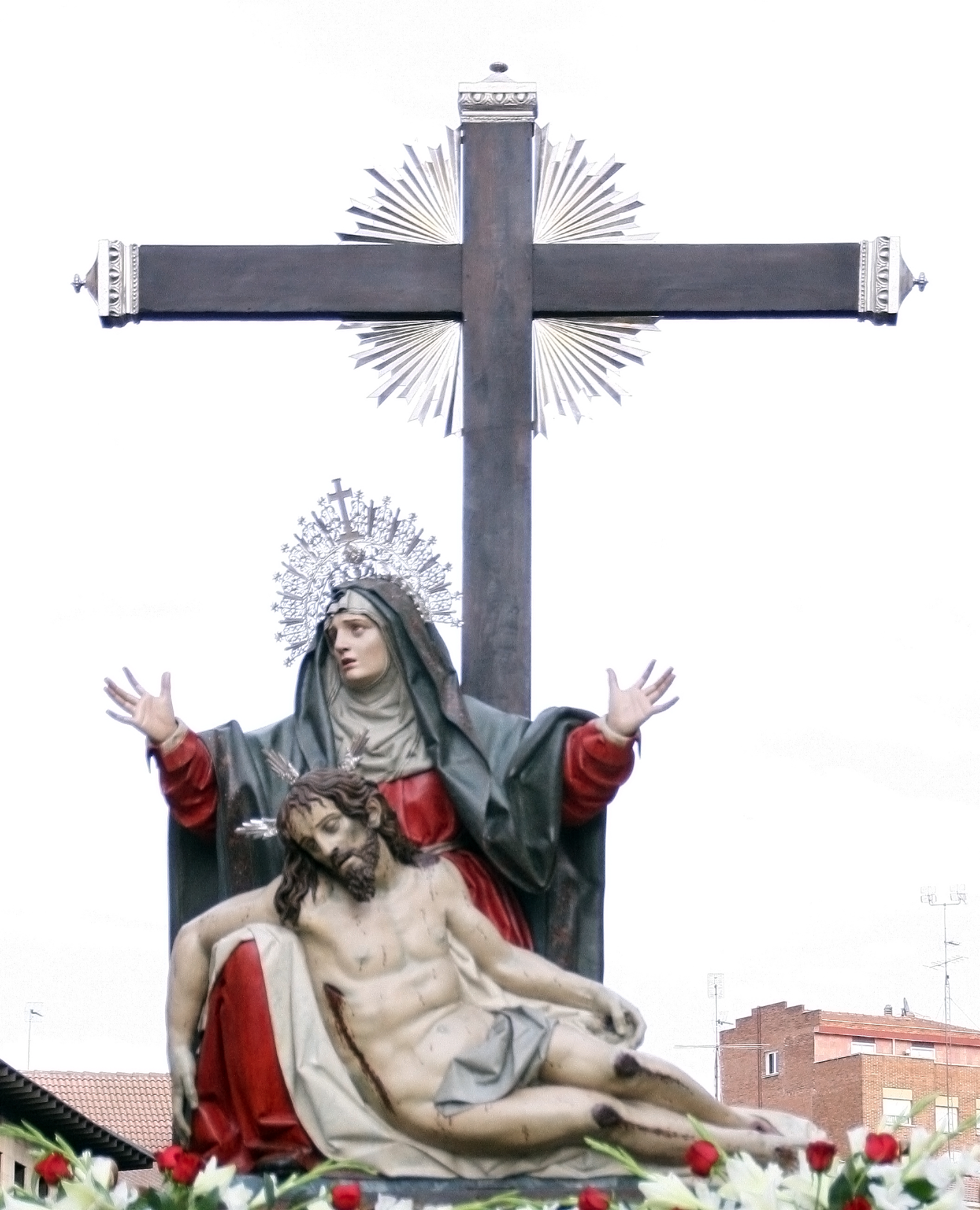
La Quinta Angustia, talla de Gregorio Fernández

En el exterior destaca la fachada principal, a los pies. Es muy sencilla y sobria. Originalmente tenía dos cuerpos en altura separados con una imposta plana y se remataba con un frontón. En el inferior se situaba la portada, que manifiesta gran influencia del Palladianismo; está concebida como un arco triunfal simplificado, mostrando un altorrelieve realizado en 1721 que muestra a San Martín entregando su capa a un mendigo. El cuerpo alto tenía una sencilla ventana adintelada. El cuerpo alto y el frontón original se perdieron en 1965, con el derrumbe de las bóvedas de la nave central, procediéndose a rematar en ese momento la fachada con el actual frontón, poco proporcionado.

## Galería de imágenes

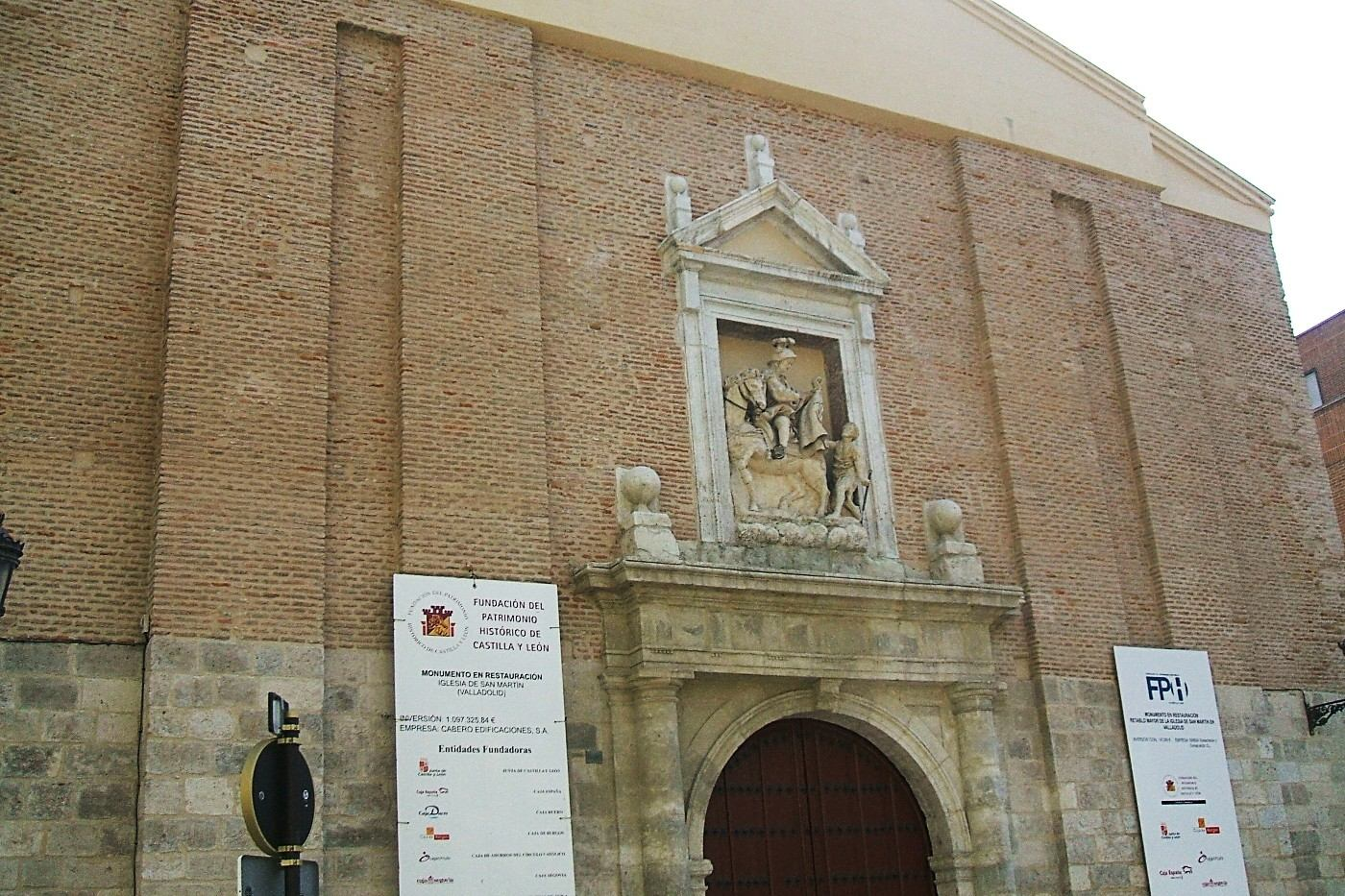
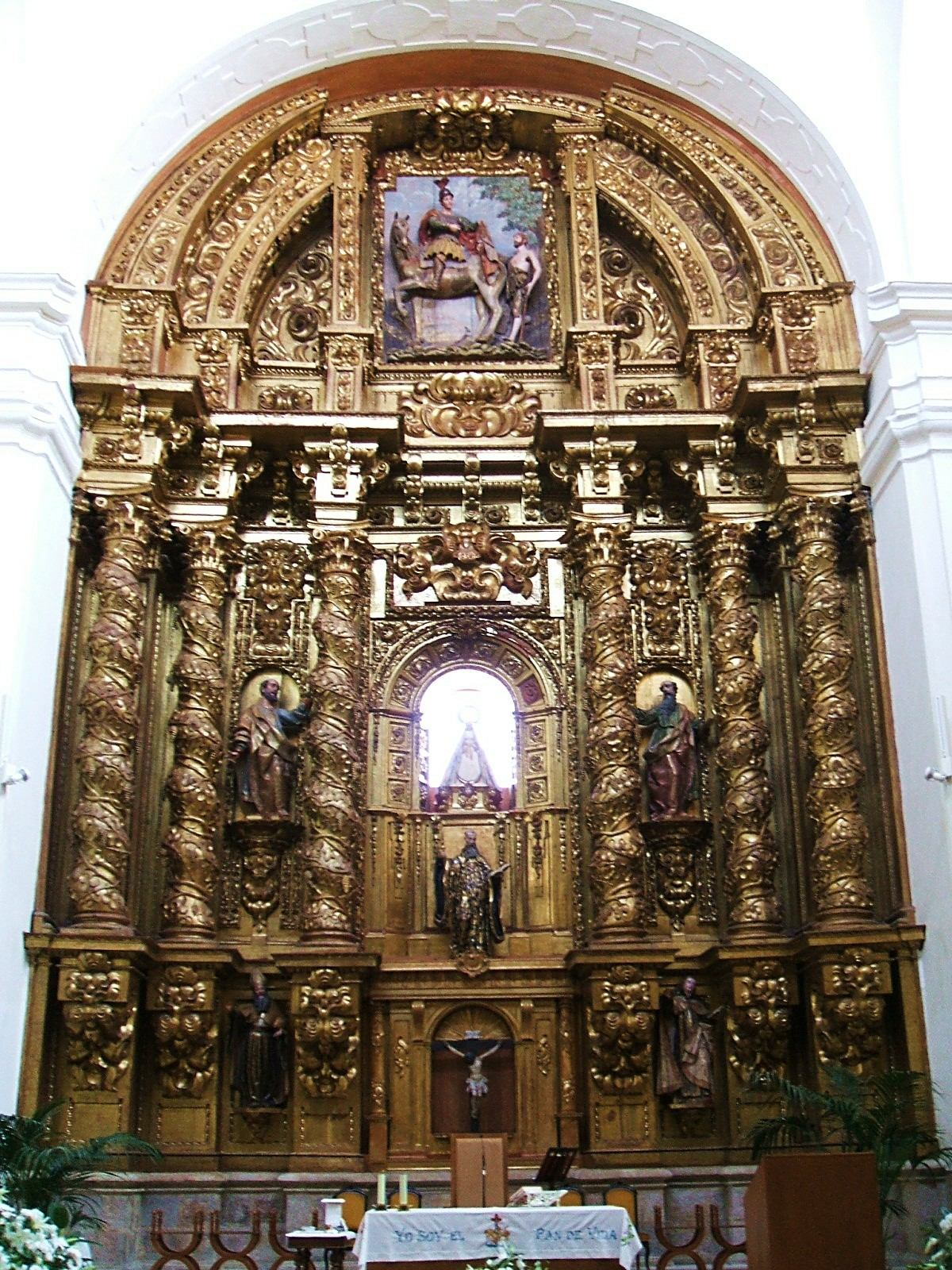
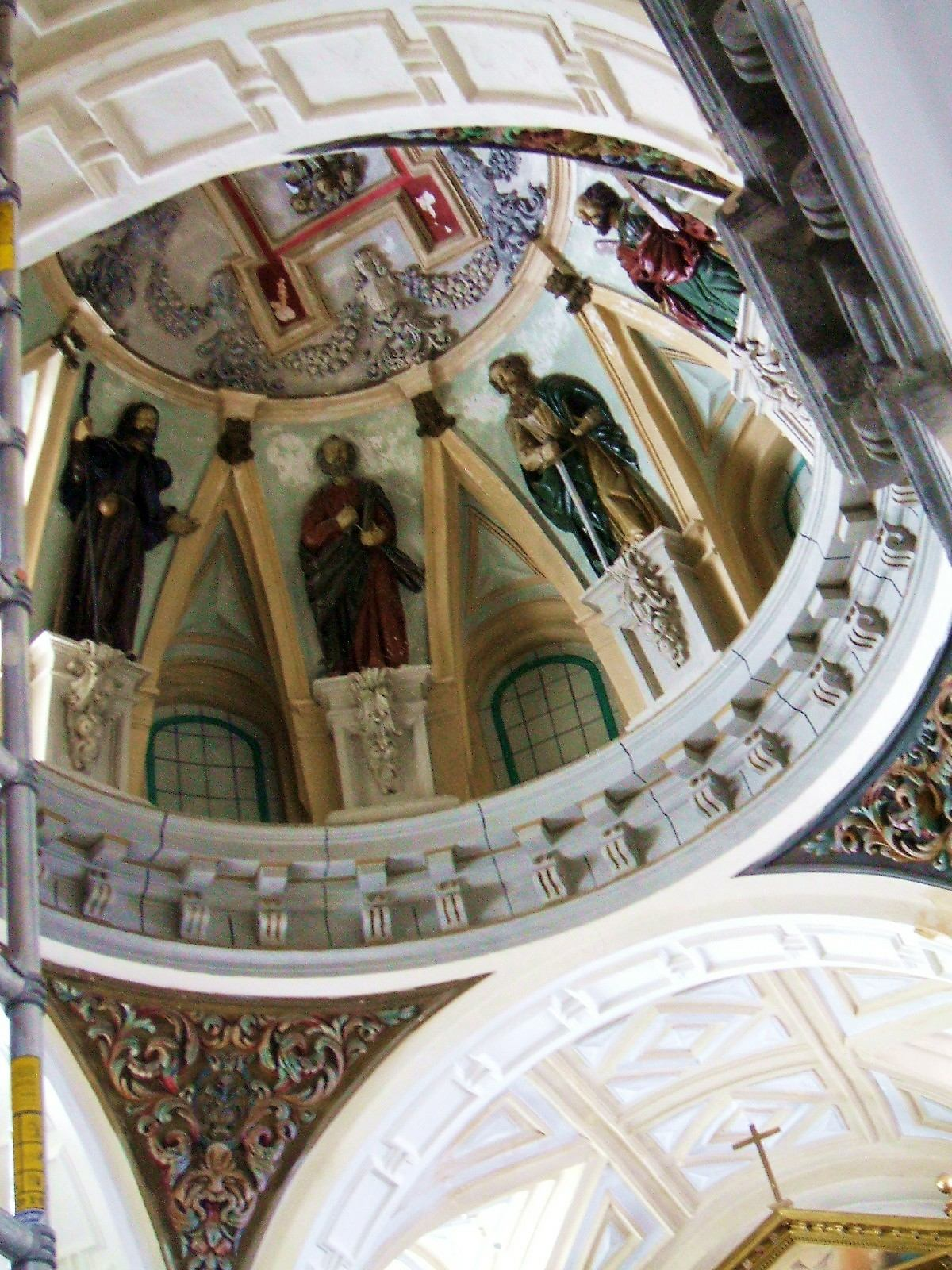
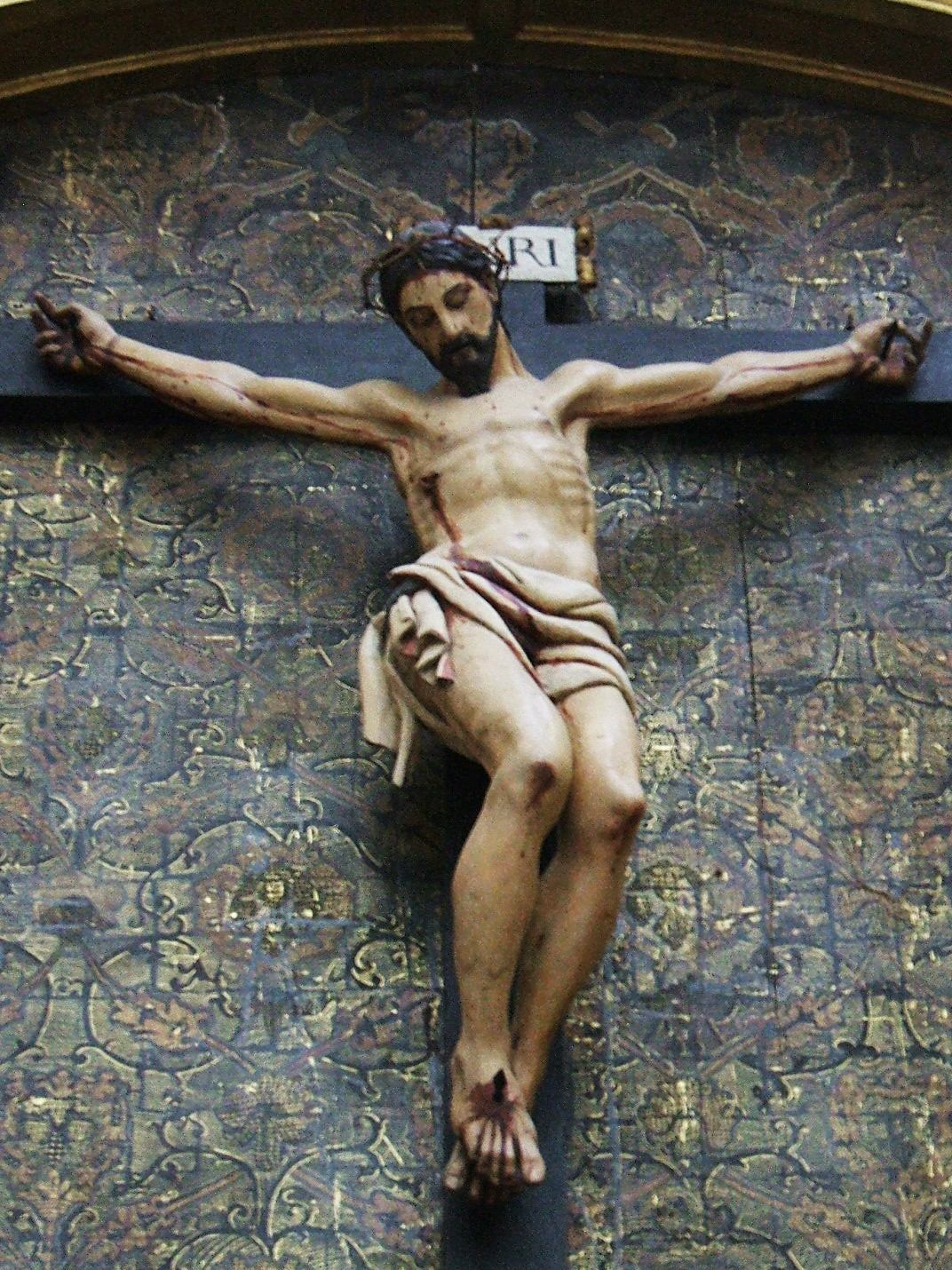
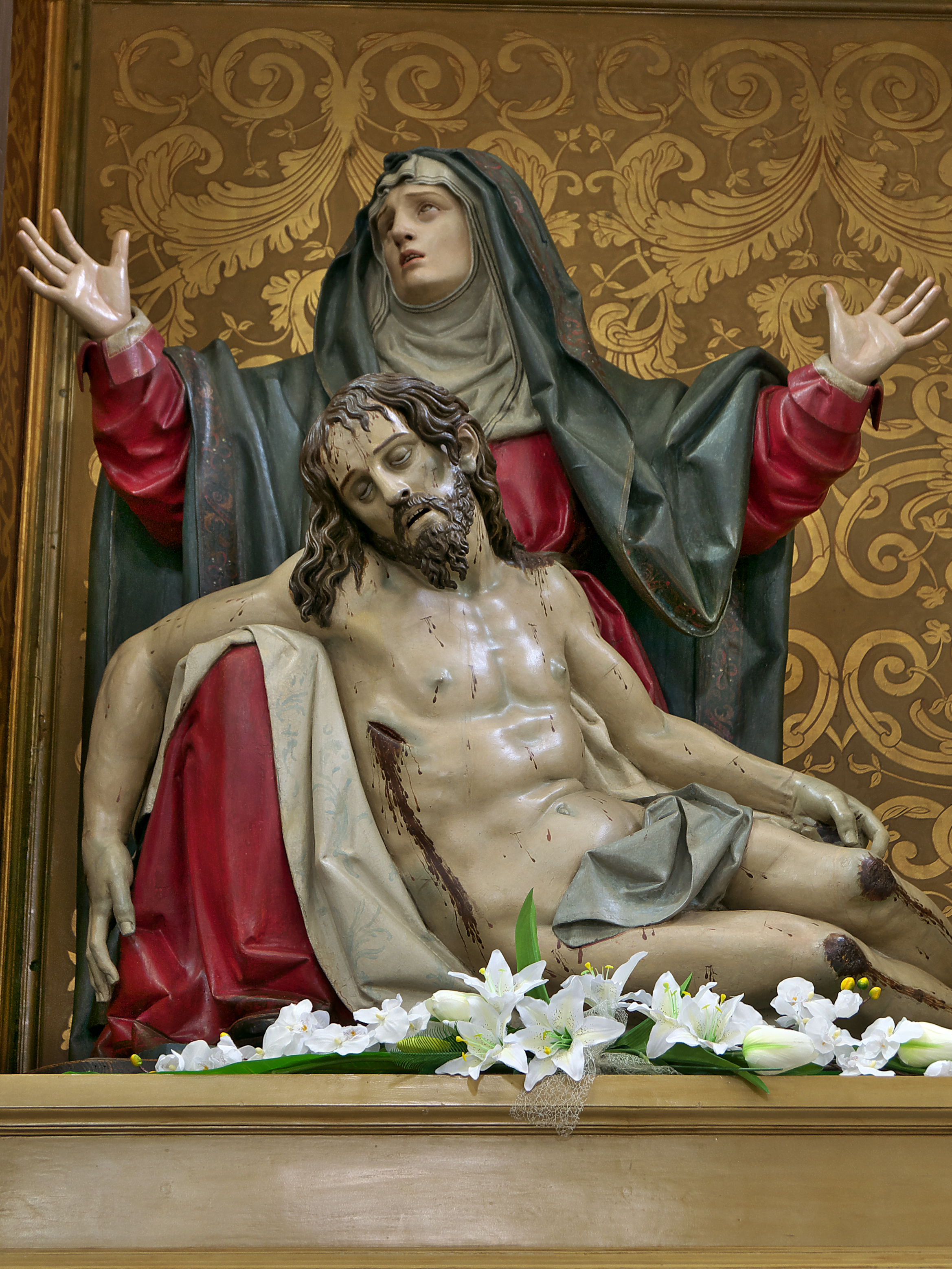